# Schizaea dichotoma
Schizaea dichotoma là một loài dương xỉ trong họ Schizaeaceae. Loài này được L. J. Sm. mô tả khoa học đầu tiên năm 1793.